# ブランドン・ソッピ
ビーヌ＝ジュニオール・ブランドン・デフロ・ソッピ（フランス語: Beanou-Junior Brandon Deflo Soppy、2002年2月21日 - ）は、フランスとコートジボワールのサッカー選手。アタランタBC所属。ポジションはDF。

## クラブ歴
CFFパリの下部組織からスタッド・レンヌの下部組織に加入。2018年10月12日に16歳でプロ契約を締結した。2020年8月22日の試合でリーグ・アンに出場しプロ初出場となった
。
2021年8月30日にセリエAのウディネーゼ・カルチョに5年契約で完全移籍した。
2022年8月29日に同じくセリエAのアタランタBCに4年契約で完全移籍した。
2023年8月31日、2023-24シーズンはトリノFCへレンタル移籍することが決定した。しかし、トリノでの出場機会は限られたため、冬の移籍市場が開いていた2024年2月1日にドイツのFCシャルケ04へ2023-24シーズン終了までレンタル移籍をした。

## 代表歴
年代別代表ではフランス代表として、UEFA U-17欧州選手権2019、2019 FIFA U-17ワールドカップに出場した。

## プレースタイル
元々はセンターバックであったが、レンヌ加入初年度に右サイドバックにコンバートされた。